# تحطم الطائرة العسكرية سي-130
في 29 أيلول/سبتمبر من سنة 1981 وعندَ الساعة السابعة مساءً بالتوقيت المحلي لمدينة طهران، تحطمّت طائرة الشحن الجوي لوكهيد سي-130 هيركوليز بالقرب من منطقة كهريزك أطراف العاصمة طهران أثناءَ الرحلة الجويّة المتجهة من الأهواز إلى العاصِمة الإيرانية. كانت تنقل الطائرة قتلى وجرحى عمليات فك الحصار عن مدينة عبادان من الجيش العراقي كما كانت تقلّ عددًا من ضباط وقادة الحرس الثوري الإيراني.

## القتلى
هذه قائمة مُصغّرة بأسماء القادة العسكريين الذين قتلوا في حادثة تحطم الطائرة
- یوسف کلاهدوز
- موسي نامجو
- ولی‌الله فلاحی
- جواد فكوري
- محمد جهان آرا